# 严诗敏
严诗敏（1987年8月24日—），浙江海宁人，中国女子赛艇运动员。她曾代表中国参加世界赛艇锦标赛，获得一枚金牌和二枚铜牌。她也曾参加2006年和2010年亚洲运动会。